# Agustín Collado del Hierro
Agustín Collado del Hierro (Alcalá de Henares, ~1582 - s.XVII) va ser un metge, filòsof, poeta de tendència gongorista i humanista castellà.
Es va graduar de batxiller en arts i es matriculà a metafísica el 1604 a la Universitat d'Alcalá. També va cursar estudis de medicina, però després de deixar-los i acabar metafísica i teologia s'instal·là a Madrid i després a Granada. El 1613 apareixen impreses les seves primeres composicions. Va tenir amistat amb Lope de Vega, Villamediana i Góngora, així com altres de l'anomenada nova poesia, José Pellicer i José García de Salcedo Coronel.
En l'àmbit de la poesia va escriure el poema Teágenes y Clariquea en redondilla de cinc, que sembla que va imprimir, i un altre anomenat Apolo y Dafne, que es va arribar a atribuir al comte de Villamediana, actualment descartat, i Las Grandezas de la Ciudad de Granada, una obra que elogia Lope de Vega en la seva Vega del Parnaso. Es desconeix el motiu exacte que el va dur a escriure sobre la ciutat andalusa, potser alguna estada durant la dècada de 1620, influït per Salcedo. A la Justa Poètica a la Canonització de sant Isidor de Sevilla hi ha un romanç seu.